# Tillandsia friesii
Espèce
Classification phylogénétique
Tillandsia friesii Mez est une plante de la famille des Bromeliaceae.
Le terme friesii est une dédicace au botaniste Robert Elias Fries, premier collecteur de la plante.

## Protologue et Type nomenclatural
Tillandsia friesii Mez, in Repert. Spec. Nov. Regni Veg. 3: 37 (1906) ; Castellanos in An. Mus. Argent. Cient. Nat. Buenos Aires, 37: 501 (1933), descr. emend.
Diagnose originale :
« Manifeste caulescens: foliis utrinque lepidibus magnis obtectis pruinosis et argenteo-micantibus; scapo nullo; inflorescentia simplicissima, optime disticha, subflabellata; bracteis sepala permanifeste superantibus; floribus stricte erectis; sepalis liberis, fere aequilongis, symmetricis; petalis fulgide rubris; staminibus inclusis, quam stylus brevioribus. »
Type :
- leg. R.E. Fries, no 828 ; « Argentina, prov. Salta, Tambo in Quebrada del Toro, alt. 3 000 m» ; Holotypus Herb. Holm[1].
- leg. R.E. Fries, no 828 ; « Argentina, prov. Salta, Tambo in Quebrada del Toro » ; Isotypus B [ Planche en ligne ]

## Synonymie
(aucune)

## Écologie et habitat
- Typologie : plante herbacée vivace, rameuse ; saxicole[1].
- Habitat : ?
- Altitude : 3000-3 500 m[2]

## Distribution
- Amérique du Sud :
  -  Argentine[3],[2]
    - Salta[1]

  -  Bolivie[3]